# 孫渡
孫渡（1898年5月5日—1967年4月）字志舟，雲南省曲靖府陆凉州（六凉州）人，中華民国军事将领。

## 生平

### 在滇軍中崛起
孫渡出生于一个乡绅家庭。1915年（民国4年），入雲南陸軍講武堂步兵科。1917年（民国6年）毕业，此後加入滇軍。
1922年（民国11年）3月，孫渡升任滇系领袖唐继尧直属的独立团团長。此後，孫渡转战四川省、貴州省，1924年（民国13年）回到雲南省。此後，他历任雲南烟酒公卖总局局長、雲南省憲兵司令官。
1927年（民国16年）2月，唐继尧手下的昆明镇守使龙云、蒙自镇守使胡若愚、昭通镇守使张汝骥、大理镇守使李选廷发动二六政变，唐继尧倒台。6月，龙云同其他鎮守使之间的内战爆发。孫渡起初持观望态度，7月明确支持龙云，为龙云统一雲南作出了貢献。因此功绩，1929年（民国18年）孫渡被起用为雲南省团務总局会办，成为龙云的左膀右臂。

### 追击紅軍
1930年（民国19年）5月，为支持蒋介石，龙云命孫渡担任盧漢手下的国民革命軍第98師第3旅旅長，出击反蒋介石派的据点广西省。此后，在进攻广西省会南寧时，滇军遭到新桂系的反击，不得不于1931年2月撤退。
1931年3月，孫渡被龙云提拔为滇軍参謀長。孫渡向龙云提出了滇軍縮編（「废師改旅」）的進言，获得龙云采纳。但是，由于该方案实施过于仓促粗糙，盧漢的師長權限遭到剥奪，士兵的军饷和口粮也遭到削减。盧漢与抱持不满的其他師長还有士兵们出现了针对龙云发动兵变的声音，孫渡乃被迫出走上海。結果，盧漢被龙云降伏，孫渡回到雲南继续任参謀長。
1934年（民国23年）12月，中国工农紅軍红一方面军長征到达貴州省。当时，龙云被蒋介石任命为剿匪第2路軍总司令，孫渡任其手下的第3纵队司令，率部迎击紅軍。孫渡对蒋介石想使滇軍同紅軍在作战中两败俱伤的企图看得很清楚，所以向龙云建言，以有限作战、红军出云南省为上策。龙云接受了建议，以孫渡为第2路軍总指揮部行营主任，事实上使孙渡负责应对红军。孫渡不负龙云所望，和紅軍几度交战，避免了双方大規模衝突，成功使滇軍受到的損害减到最小。

### 抗日战争
抗日战争爆发后的1938年（民国27年）7月，龙云组织国民革命軍新編第58軍，孫渡被任命为该軍軍長。孫渡率新編第58軍赴湖北省，参加了武漢会战、崇阳会战等战役。
1939年2月，孙渡率部转赴江西省同日军交战。同年9月参加第一次長沙会战，进行侧面支援。此后，孫渡以江西省作为主战場，先后参加了第二次长沙会战、第三次長沙会战、長衡会战。
1945年（民国34年）初，孙渡升任第1集团軍总司令，驻扎安徽省安慶。此後，孫渡脱离了龙云、盧漢的統制，直属蒋介石统辖。

### 国共内战、晩年
抗日战争结束後，孫渡率第1集团軍赴中国東北，驻扎于錦州。孫渡任第6兵团司令兼東北剿匪总司令，在第二次国共内战中同中国共产党领导的东北民主联军、东北人民解放军、中国人民解放軍作战。
然而，1945年10月龙云被蒋介石以武力罢免雲南省政府主席职务，国民政府方面的中央军与地方軍待遇差别极大，这都使滇軍士气低落。孫渡指揮下的高級军官和军队相继逃亡或投奔中共领导的军队。1948年（民国37年）2月，孫渡的軍事指揮权被剥奪，转任熱河省政府主席。当時，中国人民解放軍在東北占優勢，熱河省政府只是名義上存在，故孫渡没有实权。
1949年（民国38年）12月初，孫渡被任命为西南軍政長官公署副長官，回到云南。12月9日，雲南省政府主席盧漢发表起义宣言投向中国共産党，孫渡逃亡昆明郊外隐居。1952年，孫渡被人民政府逮捕。1963年4月9日，孫渡在第四次特赦中获得特赦释放，此後任中国人民政治協商会議雲南省委員会第二届、三届委員。
1967年4月，孙渡在昆明病逝。享年70岁。